# Emilie Louise Flöge
Emilie Louise Flöge (Viena, 30 de agosto de 1874 – 26 de maio de 1952) foi uma estilista e empresária austríaca, conhecida por suas criações em tecidos, onde fundiu arte e moda na criação de longas túnicas e capas com padrões intrincados, eternizados nas telas de Gustav Klimt.

## Biografia
Emilie nasceu em Viena, ainda parte do Império Áustro-Húngaro, em 1874. Era a quarta filha de Hermann Flöge (1837–1897), carpinteiro e fabricante de cachimbos e de Barbara Flöge. Emilie tinha ainda duas irmãs, Pauline e Helene, e um irmão, Hermann. Começou a costurar em 1895 junto da irmã Pauline, mais velha, que tinha uma escola de costura, aberta um ano antes. Ao participar de um concurso na oficina, Emilie teve que, como prêmio, confeccionar um vestido de linho, próprio para batizados, para uma exposição.

## Carreira
Em parceria com sua irmã Helene, Emilie se estabeleceu como uma bem-sucedida empresária da alta-costura a partir de 1904. Era dona de um ateliê chamado Schwestern Flöge (Irmãs Flöge), na maior avenida de Viena, a Mariahilfer Strasse. No ateliê, cujo design Art nouveau foi feito pelo arquiteto Josef Hoffmann, Emilie criava peças no estilo da Wiener Werkstätte. Suas criações envolviam vestidos soltos, com tecidos de padrões intrincados e delicados, pertencentes a um movimento de reforma das peças de vestuário vitorianas.
Tal reforma foi proposta pelo crescente movimento feminista de Viena, caracterizado pelos corpetes altos, uma silhueta solta e mangas esvoaçantes. Acreditava-se que esse tipo de vestido era melhor para a saúde da mulher e permitia uma maior amplitude de movimentos. Em suas viagens a Londres e Paris, ela se familiarizou com as últimas tendências da moda de Coco Chanel e Christian Dior, no entanto, após o Anschluss com a ascensão do Terceiro Reich em 1938, Emilie perdeu seus clientes mais importantes, que eram judeus, e teve que fechar seu ateliê, que se tornara o principal espaço de moda para a sociedade vienense. Depois de 1938, ela trabalhou no último andar de sua casa, np número 39 da Ungargasse.

## Gustav Klimt

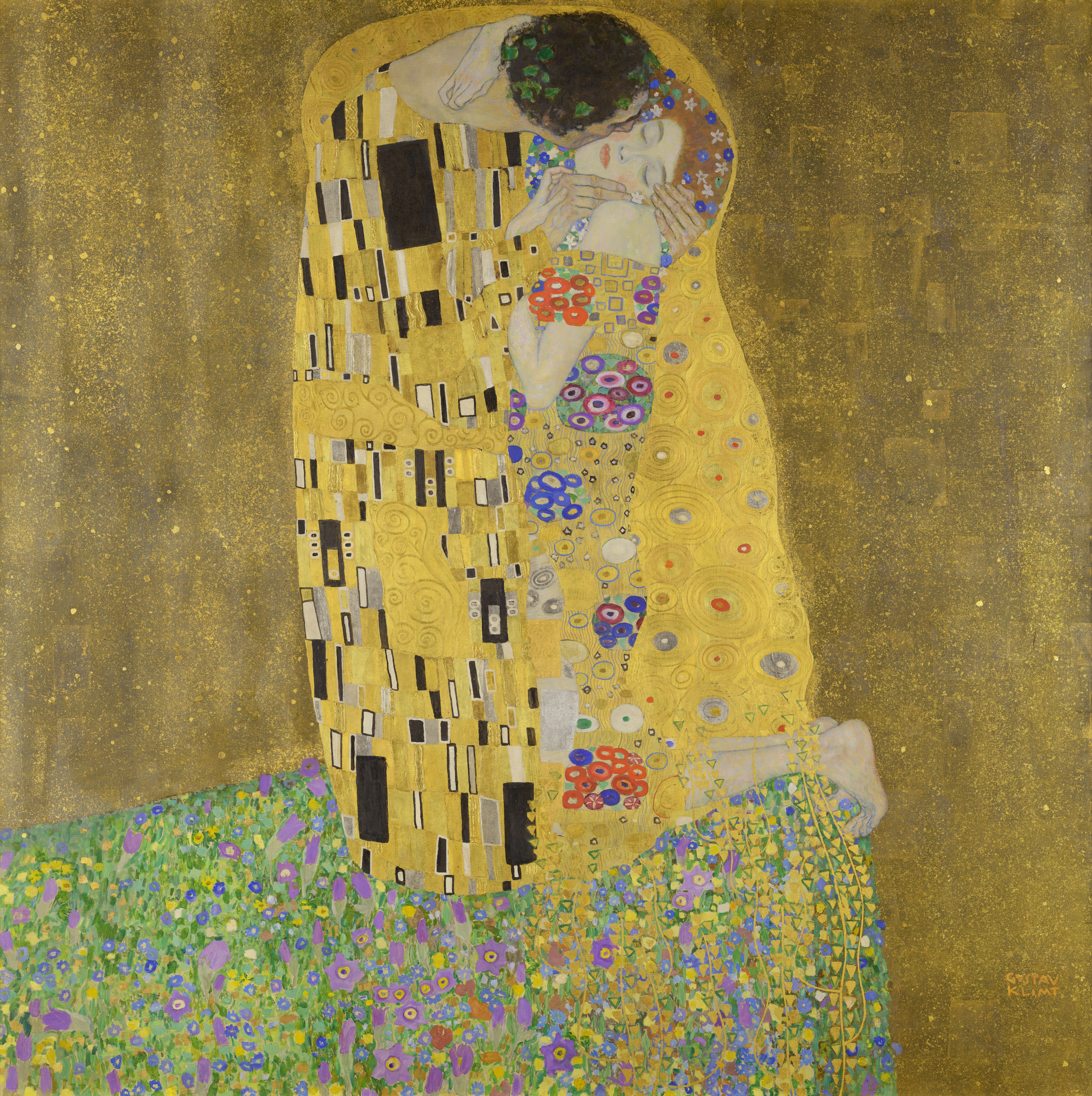
O beijo 1907–08, óleo sobre tela, Viena

Emilie era figura constante na boêmia austríaca e dos círculos Fin de siècle vienenses. Em um destes círculos, sua irmã Helene conheceu Ernst Klimt, irmão do pintor Gustav Klimt, com quem se casou, em 1891. Quando Ernst morreu prematuramente em dezembro do ano seguinte, Gustav se tornou o guardião de Helene. Nesta época, Emilie tinha 18 anos e Gustav se tornou presença constante na casa da família, passando vários verões com os Flöge no lago Attersee.
A partir de 1891, Klimt a retratou em diversas de suas telas. Acredita-se que o famoso quadro O Beijo (1907–08) seja um retrato dos dois amantes. Klimt pode ter colaborado para a confecção de alguns dos tecidos usados por Emilie, mas as irmãs Flöge eram as principais designers das obras e não o pintor. A clientela do que, na época, era uma moda revolucionária demais, era pequena para sobreviver, e Emilie ganhava dinheiro com os estilos mais convencionais.
Klimt estava pintando muitas mulheres dos escalões superiores da sociedade vienense e, assim, foi capaz de apresentar Emilie a uma clientela próspera. Ele morreu devido a um AVC em 11 de janeiro de 1918. Emilie, apesar de não ser casada com Klimt, herdou metade de sua herança, enquanto a outra metade foi para a família do pintor.
Perto do final da Segunda Guerra Mundial, sua casa na Ungargasse pegou fogo, destruindo não apenas sua coleção e materiais de confecção como também vários objetos importantes da coleção de Klimt.

## Morte
Emilie morreu em 26 de maio de 1952, aos 77 anos, em Viena. Ela foi sepultada no mausoléu da família no Cemitério Evangelischer Friedhof, na capital austríaca. O túmulo foi designado como de grande importância e o restaurou no aniversário de 150 anos da morte de Klimt.

## Galeria

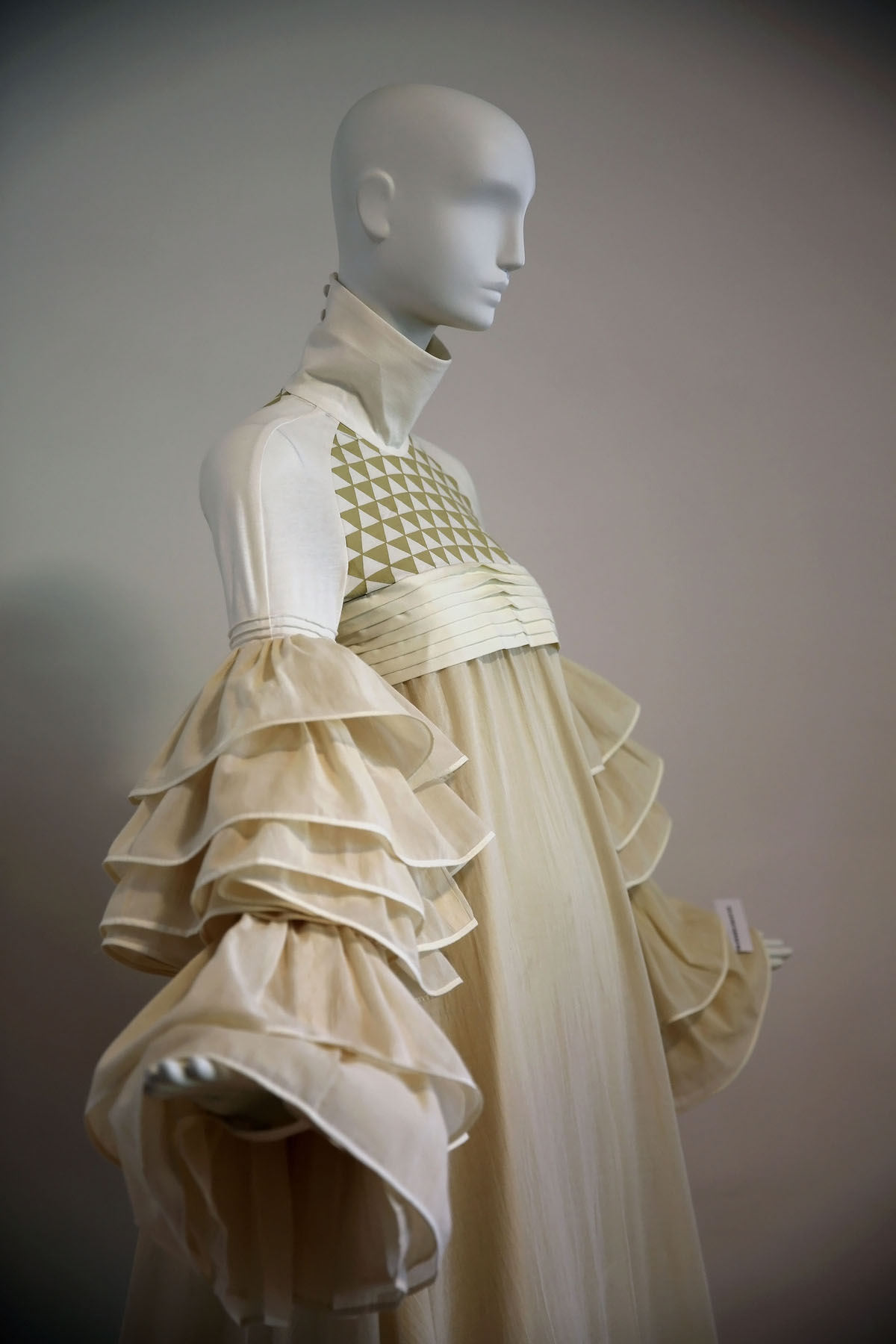
Reconstrução de um vestido do ateliê Schwestern Flöge (c. 1909)
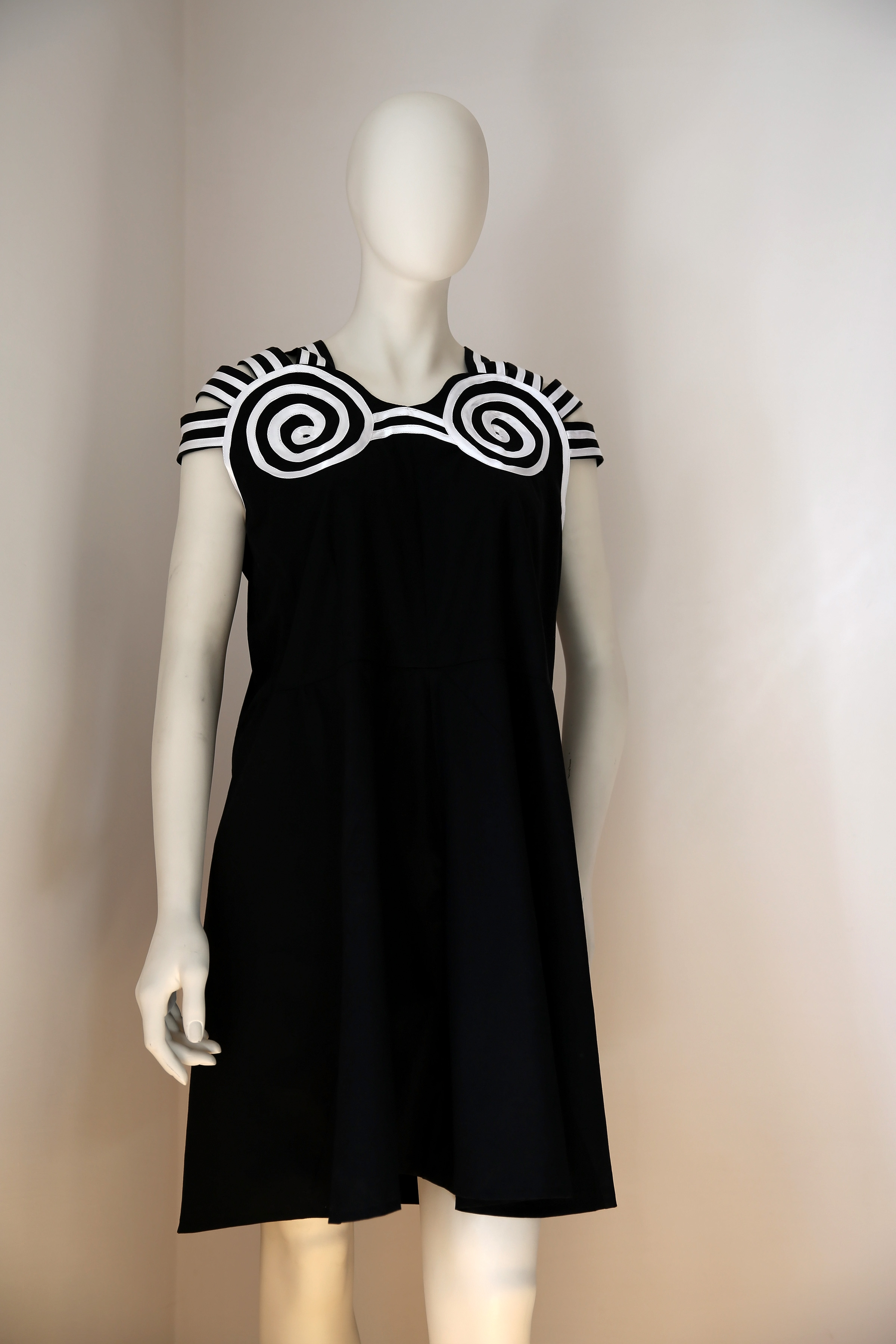
Roupa de banho, criada por Emilie Flöge
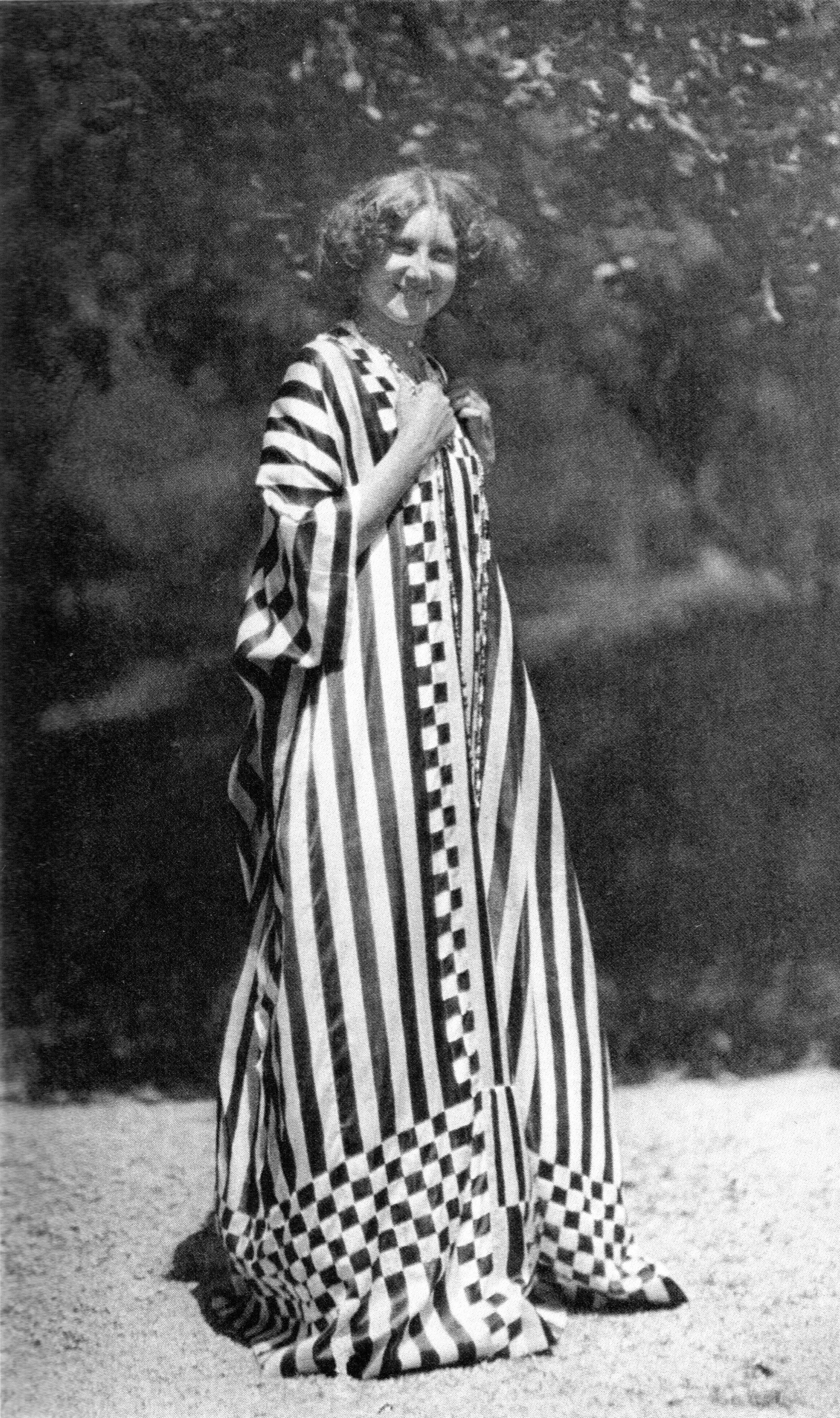
Fotogravura de Emilie, obra de Heinrich Böhler, 1909.
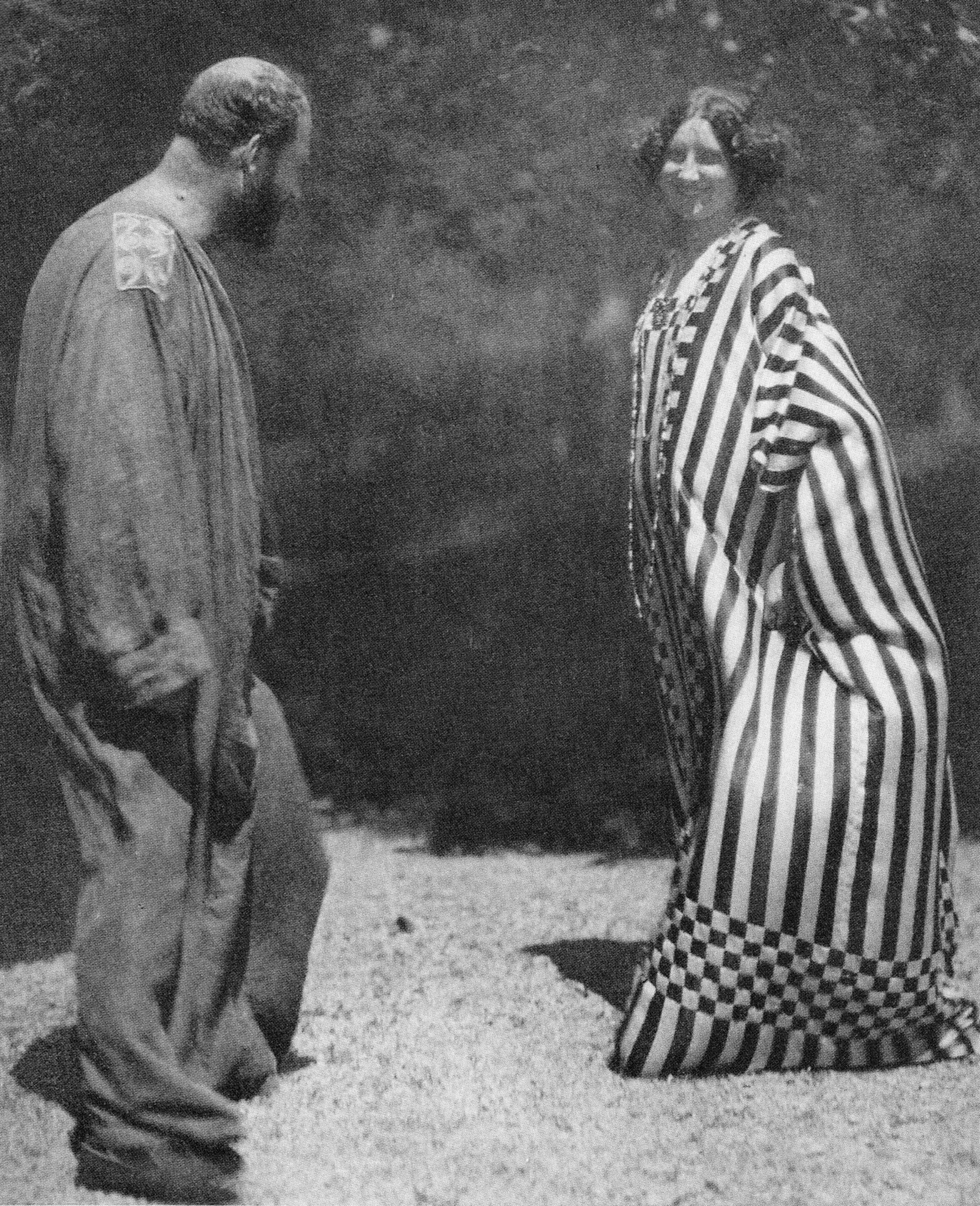
Emilie e Klimt em Schörfling am Attersee, obra de Heinrich Böhler, 1909.